# Phòng tập thể hình
Phòng tập thể hình hay còn gọi là Phòng tập gym hoặc phòng tập tạ hay thường được đề biển là fitness center, là nơi có các trang thiết bị tập luyện chuyên dụng phục vụ cho mục đích tập gym, tập thể hình, tập tạ. Những năm gần đây, số lượng các dịch vụ tập gym và chăm sóc sức khỏe đang gia tăng, thúc đẩy ngày càng nhiều sự quan tâm của dân chúng. Hiện nay, các phòng tập gym đều liên quan đến các dịch vụ chăm sóc sức khỏe, càng làm tăng sự gắn bó mật thiết với hoạt động thể chất thông thường.

## Lịch sử
Phòng thể dục công cộng ban đầu được thành lập tại thành phố Paris, nước Pháp năm 1847. Phòng tập gym đầu tiên dành cho toàn thể công chúng có khả năng là do doanh nhân người Mỹ Vic Tanny mở ra tại thành phố Santa Monica, bang California (Hoa Kỳ) vào năm 1947.